# Эль-Торно (Боливия)
Эль-Торно (исп. El Torno), также Сардженто-дель-Торно или Сантьяго-дель-Торно — небольшой город в департаменте Санта-Крус Боливии.

## Расположение
Эль-Торно расположен в юго-западной части провинции Андрес Ибаньес и является центром муниципалитета Эль-Торно. Город расположен на высоте 529 м на правом берегу реки Рио-Пирай.

## Климат
Климат Эль-Торно влажный тропический с небольшими дневными и ночными колебаниями температуры.
Среднегодовая температура в регионе составляет около 24 °C, среднемесячная температура колеблется в пределах 20 °C в июне и июле и 26 °С с ноября по февраль. Среднемноголетнее количество атмосферных осадков составляет около 1100 мм. Короткий сухой сезон с июля по сентябрь с ежемесячным количеством осадков меньше 50 мм сменяется продолжительным сезоном дождей, в котором которого ежемесячные значения с ноября по март иногда значительно превышают 100 мм.
| Климатограмма Эль-Торно                         | Климатограмма Эль-Торно | Климатограмма Эль-Торно | Климатограмма Эль-Торно | Климатограмма Эль-Торно | Климатограмма Эль-Торно | Климатограмма Эль-Торно | Климатограмма Эль-Торно | Климатограмма Эль-Торно | Климатограмма Эль-Торно | Климатограмма Эль-Торно | Климатограмма Эль-Торно |
| ----------------------------------------------- | ----------------------- | ----------------------- | ----------------------- | ----------------------- | ----------------------- | ----------------------- | ----------------------- | ----------------------- | ----------------------- | ----------------------- | ----------------------- |
| Я                                               | Ф                       | М                       | А                       | М                       | И                       | И                       | А                       | С                       | О                       | Н                       | Д                       |
| 145 28 20                                       | 187 25 18               | 170 26 19               | 144 24 17               | 108 22 14               | 102 22 15               | 32 21 17                | 30 26 16                | 57 29 18                | 88 29 20                | 127 30 20               | 153 26 19               |
| Температура в °C • Сумма осадков в мм Источник: |                         |                         |                         |                         |                         |                         |                         |                         |                         |                         |                         |

## Транспортная сеть
Эль-Торно расположен в 32 километрах к юго-западу от Санта-Крус, столицы департамента.
Из Санта-Крус асфальтированная дорога национального значения пролегает через города Ла-Гуардия, Сан-Хосе и Санта-Рита в Эль-Торно и далее на запад в Кочабамбу.

## Население
За последние несколько десятилетий население города увеличилось в несколько раз:
| Год  | Население | Источник |
| ---- | --------- | -------- |
| 1976 | 2 110     | перепись |
| 1992 | 6 332     | перепись |
| 2001 | 11 878    | перепись |
| 2012 | 17 130    | перепись |